# Tityus horacioi
Espèce
Tityus horacioi est une espèce de scorpions de la famille des Buthidae.

## Distribution
Cette espèce est endémique du département de Cochabamba en Bolivie. Elle se rencontre dans le parc national Carrasco.

## Description
La femelle holotype mesure 71,4 mm et le mâle paratype 67,3 mm.

## Étymologie
Cette espèce est nommée en l'honneur d'Horacio Raúl Pérez-García.

## Publication originale
- Lourenço & Leguin, 2011 : « Une nouvelle espèce de Tityus de Bolivie, appartenant au sous-genre Tityus et au groupe d'espèces Tityus bolivanus (Scorpiones, Buthidae). » Boletín de la Sociedad Entomológica Aragonesa, no 49, p. 103-107 (texte intégral).